# 큰나뭇가지둥지쥐
큰나뭇가지둥지쥐(Leporillus conditor)는 쥐과에 속하는 설치류의 일종이다. 오스트레일리아 누이츠 군도의 프랭클린 제도와 생 페터 섬, 리브스비 섬, 살루테이션 섬, 포레 섬, 헤이리슨 프롱 그리고 사우스오스트레일리아주 록스비 다운즈의 울타리를 친 지역에서 발견된다. 이전에는 석회질이 깔린 지층의 대륙의 반건조 서식지에서 널리 분포하였다. 전체 몸길이는 32~44cm이고, 몸무게는 최대 180g이다. 자연 서식지는 다년생 관목 특히 명아주과 종과 번행초과의 주병란속(Disphyma), 카르포브로투스속(Carpobrotus)의 다육과 반다육 식물 종이 포함된 식물이 서식하는 건조 사바나 지역이다. 나뭇가지둥지쥐속의 현존하는 유일종이다.